# Оџаци (Коњиц)
Оџаци су насељено место у Босни и Херцеговини у општини Коњиц у Херцеговачко-неретванском кантону које административно припада Федерацији Босне и Херцеговине. Према попису становништва из 1991. у насељу је живјело 80 становника.

## Географија
На територији насеља Оџаци налази се некропола са стећцима Чесмина глава. Укупно постоји 68 споменика од којих су 63 у облику сандука и 5 сљеменика. Некропола је 21. јануара 2009. проглажена националним спомеником Босне и Херцеговине. и

## Становништво
По последњем службеном попису становништва из 1991. године, у насељу Оџаци живело је 105 становника. Становници су претежно били Муслимани.
| Националност | 1971. | 1981. | 1991.       |
| Муслимани    |       |       | 98 (93,33%) |
| Хрвати       |       |       | 7 (6,67%)   |
| Укупно       |       |       | 105         |

| Демографија | Демографија | Демографија |
| Година      | Становника  | Становника  |
| ----------- | ----------- | ----------- |
| 1991.       | 105         |             |